# レア王
『レア王』（レアおう、King Leir）は、エリザベス朝時代の戯曲で、出版は1605年だが、書かれたのは1590年頃と信じられている。この劇は同じ題材（ブリタニア王レイア）のウィリアム・シェイクスピア『リア王』との関連から評論家たちの関心を集めた。

## 上演史
演劇興行主フィリップ・ヘンスロー（Philip Henslowe）の記録に、1594年4月6日と4月8日にローズ座で、女王一座（Queen Elizabeth's Men）とサセックス一座（Sussex's Men）という2つ劇団の合同の配役による『レア王』が演じられたと書かれている。別の記録にもこの劇がたびたび上演されたとあるが、上演した劇団が特定されているのはこれら2回だけである。

## テキスト
1594年5月14日、（当時は本屋を兼ねた）文房具商アダム・イスリップが『イングランドのレイア王とその3人の娘たちの最も有名な年代史（The moste famous Chronicle historye of Leire king of England and his Three Daughters）』という題名で書籍出版業組合の記録に登録した。しかし、イスリップの名前は線で消され、同業の文房具商エドワード・ホワイトに書き直されている。おそらく両者の対立が1594年の劇の書籍化を妨げたのだろう。以後10年間印刷された様子はなかった。1605年5月8日に文房具商サイモン・スタッフォードによって『レア王とその三人の娘たち夫婦の悲劇史（the Tragecall historie of kinge Leir and his Three Daughters &c）』として再登録された。初版はその年の後半に『レア王とその3人の娘たち、ゴノリル、リーガン、コーディリアの真実の年代史（The true Chronical History of King Leir and his three daughters, Gonorill, Ragan and Cordella）』という書名で出版され、スタッフォードが書籍販売人ジョン・ライトのために印刷した。表紙にはこの劇が「最近たびたび上演された」と書かれてある。この1605年の「四折版」が17世紀に出された唯一のものである。

## 作者
『レア王』の作者については研究者たちは意見の一致を見ていない。作者として名前が挙がっているのは、トマス・キッド、ジョージ・ピール（George Peele）、トマス・ロッジ（Thomas Lodge）、アンソニー・マンディ（Anthony Munday）、それにシェイクスピア本人である。

## 材源
作者は主にラファエル・ホリンシェッドの『年代記』を引用した。他の出典としては、ジェフリー・オブ・モンマスの『ブリタニア列王史』、『為政者の鑑（Mirror for Magistrates）』、ウィリアム・ワーナー（William Warner）の『Albion's England（アルビオンのイングランド）』、エドマンド・スペンサーの『妖精の女王』がある。
立ち代わって、この『レア王』がシェイクスピアの『リア王』の主な取材源となったことには評論家たちは広く同意している。

## ジャンル
『レア王』は「年代史」「悲劇史」「悲喜劇」、さらに「ハッピー・エンドのある悲劇」（この劇の終わりでレアは生きていて、王に復位する）とこれまで呼ばれてきた。『レア王』には、シェイクスピアにあるグロスター伯、エドガー、エドマンドの脇筋は含まれていない。

## アンズリー事件
注釈者の一部は、『レア王』が1605年に出版されたのはシェイクスピアの似た劇によって集まった関心を利用するためで、これはシェイクスピアの『リア王』が1605年に上演されたことを意味するのではないかと主張している。1605年に「注目に値する歴史的類似点」が『レア王』の出版に「時事的な理由」をもたらし、シェイクスピアも1605年ごろ、この話に関心を持ったのだろうという意見もある。
ブライアン・アンズリーは、裕福な初老のエリザベス1世の元支持者のケント人で、Sir John Wildgosと結婚した長女のグレイス、第3代サンデイズ男爵ウィリアム・サンデイズと結婚した次女クリスティアン、そして未婚の三女コーデルの3人の娘がいた。1603年、グレイスは父親に高齢のため財産の管理ができないと宣言させようとした。コーデルは長姉の行動に抗議するよう、さもなければ父親が長姉に対抗するのを支援するよう、ロバート・セシルに手紙を書いた。1604年7月にブライアン・アンズリーは亡くなった。コーデル・アンズリーは父の遺言書を守ることに成功し、財産の大部分はコーデルのものとなった。
遺言執行人の一人はウィリアム・ハーベー卿（医学者のウイリアム・ハーベーとは同名異人）だった。彼は1588年のアルマダの海戦で戦った退役軍人で、シェイクスピアのパトロン第3代サウサンプトン伯ヘンリー・リズリーの母であるサウサンプトン伯爵未亡人の3番目の夫だった（なお、ハーベーはシェイクスピアの『ソネット集』の献辞の相手「W.H.」氏の候補者の1人でもある）。1607年に伯爵未亡人が亡くなると、ハーベーはコーデル・アンズリーと再婚した。
この『レア王』/『リア王』さながらの現実に起こったスキャンダルは1603年と1604年にはニュースだったはずで、それがシェイクスピアの劇ならびに昔の『レア王』の出版に刺激を与えたのかも知れない。

## 日本語訳
- 『リア王年代記』北川悌二訳、北星堂書店、1978